# Mouvement républicain populaire
Pour les articles homonymes, voir MRP.
Le Mouvement républicain populaire (MRP) est un parti politique français existant de 1944 à 1967. Le MRP se présente comme un mouvement démocrate-chrétien et centriste, europhile, partisan d'une vision non-conservatrice et sociale du catholicisme politique.
Héritier du Parti démocrate populaire et de mouvements régionaux comme l'Union populaire républicaine (Alsace) et l'Union républicaine lorraine, il se voulait le parti des résistants démocrates-chrétiens qui souhaitaient dépasser le clivage droite-gauche et surtout le parti de la « fidélité » au général De Gaulle.
L'apparition du MRP s'inscrit dans le contexte plus général d'apparition de partis démocrates-chrétiens en Europe de l'Ouest après la Seconde Guerre mondiale (Allemagne de l'Ouest, Italie, Belgique, Pays-Bas, Autriche, etc.).
Il fusionne avec d'autres partis en 1966 pour devenir le Centre démocrate, qui est fondé par Jean Lecanuet, arrivé troisième à l’élection présidentielle de l’année précédente.

## Historique

### Origine
Durant l'Occupation, certains résistants comme Pierre Brossolette et Jean Moulin envisagent la création d'un parti unique issu de la Résistance, afin de remplacer les anciens partis politiques. Ce projet, qui avait sans doute l'accord du général Charles de Gaulle, est abandonné à la suite de la mort de ces deux hommes et de l'importance prise par le PCF.
Plusieurs options s'ouvrent donc au sortir de la Seconde Guerre mondiale aux démocrates-chrétiens :
- reconstruction, et élargissement lié à la Résistance sur la base des anciens partis, tels que le Parti démocrate populaire ou Jeune République[3] ;
- constitution d'un parti travailliste, regroupant catholiques, socialistes, et résistants[4] ;
- parti d'inspiration chrétienne avec la mise en avant des forces catholiques non politiques associées à la Résistance (CFTC, ACJF) et donc non associées aux anciens partis.

C'est la dernière solution soutenue par Georges Bidault qui l'emporte. La deuxième solution appuyée par Eugène Rigal est rejetée au premier congrès constitutif national du MRP les 25 et 26 novembre 1944. L'option travailliste, inspirée aussi par Gilbert Dru, est jugée trop à gauche, et ne prospère pas.

### Objectif à la création du parti
Le Mouvement républicain populaire se présente comme un mouvement centriste qui vise à proposer une vision non-conservatrice et sociale du catholicisme politique.
Il se constitue à l’automne 1944, sur les bases de l’ancien Parti démocrate populaire de l’entre-deux-guerres, et du Mouvement républicain pour la libération, initié dès le printemps de la même année par Gilbert Dru et Maurice-René Simonnet, ainsi que de mouvements régionaux comme l'Union populaire républicaine (Alsace) et l'Union républicaine lorraine. Il se dote d'un hebdomadaire, Forces nouvelles, qui paraît à partir de 1945.
Il se présente comme un parti démocrate-chrétien non confessionnel, mais il entre plusieurs fois en conflit avec les autres partis (radicaux, SFIO, PCF) sur la question de la laïcité. Le mouvement recrute parmi les catholiques sociaux, les syndicalistes chrétiens, essentiellement issus de la CFTC, et les mouvements de jeunesse catholique. L’abbé Pierre a été député MRP de 1945 à 1951.

### Au sein du tripartisme de laIVeRépublique
Avec des résultats électoraux allant de 24 % des voix en 1945 à 28 % en juin 1946, le MRP devient rapidement, avec le PCF et la SFIO, un des trois grands partis qui dominent la vie politique nationale dans les premières années de la IVe République : le MRP est le deuxième parti à l’Assemblée constituante de 1945 et à l’Assemblée nationale élue en novembre 1946, le premier lors de l’élection de la deuxième Assemblée constituante, en juin 1946. La clef de son succès réside dans le fait qu’il attire le nouvel électorat féminin et l’électorat conservateur, rendu orphelin en raison du discrédit jeté sur la droite à la chute du régime de Vichy, et qu’il apparaît comme le parti de la fidélité à de Gaulle (bien que celui-ci n’en ait jamais été membre), face aux deux partis marxistes (socialiste et communiste).
Après l’élection de la première Assemblée constituante, les trois grands partis forment un gouvernement toujours présidé par de Gaulle. Mais celui-ci est en désaccord avec la tournure que prend le débat parlementaire et démissionne le 16 janvier 1946. Par la suite, les socialistes et les communistes, qui disposent d’une courte majorité absolue à l’Assemblée, imposent un projet de Constitution instaurant un régime parlementaire fondé sur une assemblée législative toute-puissante et qui réduit les prérogatives de l’exécutif. De Gaulle et le MRP s’opposent à ce projet, qui est finalement rejeté par 53 % des voix.
Une nouvelle Assemblée constituante est élue, mais cette fois-ci, le MRP dépasse le PCF et devient le premier parti de France. Désormais, socialistes et communistes, qui n’ont plus de majorité, doivent composer avec le MRP. Les débats constitutionnels reprennent, mais finalement, le MRP se révèle hostile à toute réduction significative du rôle du parlement. Charles de Gaulle, en prononçant le discours de Bayeux, où il défend un système présidentiel, cherche à faire pression sur le MRP pour l’obliger à rompre avec les socialistes et les communistes. Le MRP condamne la tactique de De Gaulle, et approuve avec les deux autres grands partis, une nouvelle Constitution, qui instaure un régime parlementaire. De Gaulle rompt définitivement avec les partis politiques et raille la Quatrième République, née de l’approbation d’une Constitution soutenue par à peine 53 % des voix, avec une abstention importante, ce qu'il résume en une formule cinglante : « Cette Constitution dont on peut dire qu'un tiers des électeurs l'a approuvée, un tiers l'a rejetée et un tiers l'a ignorée. »
Après le référendum sur la Constitution, une nouvelle Assemblée nationale est élue en novembre 1946. Les communistes obtiennent le premier groupe parlementaire, le MRP le deuxième.

### Membre de la coalition de la Troisième force
En 1947, les communistes, exclus du gouvernement, entrent dans l’opposition. De l’autre côté, de Gaulle forme le RPF. Les deux partis semblent menacer aux extrêmes la survie même du régime, puisque les élections municipales de 1947 indiquent qu’ils peuvent rassembler la majorité des voix. Les socialistes et les démocrates-chrétiens décident alors d’élargir la coalition gouvernementale aux radicaux, l’UDSR et les modérés : c’est la Troisième Force, coalition hétéroclite prise entre deux feux, dont le seul objectif commun est la survie de la IVe République.
Le MRP devient alors une force politique centrale du nouveau régime, et compte parmi ses rangs trois présidents du conseil : Robert Schuman, Georges Bidault et Pierre Pflimlin. Les démocrates-chrétiens participent à quasiment tous les gouvernements la IVe République et, malgré l’instabilité politique du régime, leurs ministres restent en place de longues années : Schuman au Ministère des Affaires étrangères (1948-1953), Jean-Marie Louvel au Ministère de l’Industrie et du Commerce (1950-1954). Auguste Champetier de Ribes fut président du Conseil de la République et Pierre Schneiter, président de l'Assemblée nationale.
Le MRP joue un rôle central dans la construction européenne. Schuman et Bidault font les premiers pas avec d’autres dirigeants démocrates-chrétiens européens, comme Konrad Adenauer (RFA), Alcide De Gasperi (Italie). En 1950, Schuman propose la création de la CECA, fondement de la construction européenne. Résolument européen donc, le MRP soutient la CED et ne pardonne jamais à Pierre Mendès France l’indifférence affichée par le gouvernement, qui laisse le projet mourir au Parlement en 1954.
À partir de 1947, le MRP recule sur le plan électoral : son score est divisé par deux lors des législatives de 1951 et de 1956. Après la fondation du RPF, il n’apparaît plus comme le parti de la fidélité à de Gaulle, alors que la droite modérée traditionnelle se regroupe autour du CNI. Membre du Cartel d'action sociale et morale, une sorte de ligue de tempérance, le député de l'Ain Pierre Dominjon (MRP) obtient toutefois, après le vote de la loi Marthe Richard (1946) fermant les maisons closes, celui de la loi du 16 juillet 1949 sur les publications destinées à la jeunesse.
Le parti est par ailleurs le principal soutien de la Guerre d'Indochine. Le 29 juillet 1949, Jacques Chegaray réalise un reportage relatant les exactions de l'armée française en Indochine que L'Aube refuse car "le parti démocrate-chrétien est particulièrement actif dans la politique de guerre", et qu'il doit publier donc dans Témoignage chrétien. Il rapporte l'utilisation de la torture par l'Armée, au moment où des enquêtes internes menées par le Service de sécurité « Air » à la mi-1949 à Hanoï repèrent l'utilisation de la torture et des exécutions sommaires en au moins deux occasions séparées.
En France, "toute la presse s'en fait l'écho" et "les députés, lors d'une séance orageuse, évoquent le problème",. André Fontaine, dans Le Monde du 30 juillet, souligne que Jacques Chegaray  écrit dans le journal "du parti auquel appartient le ministre de la France d'outre-mer" et s'inquiète pour les "100000 des nôtres qui se battent là-bas" et "leurs familles anxieuses de la tournure" que prend la guerre, où des villages sont "brûlés par représailles" par l'armée, actes de "la barbarie", et fait un lien avec les exactions des nazis en France cinq ans avant. Ces exactions se combinent avec des humiliations à grande échelle, des viols et abus sexuels, selon Michel Bodin, historien français spécialiste de la guerre d'Indochine .

### Face au retour de Charles de Gaulle
Le MRP est divisé sur la question algérienne : Georges Bidault, par exemple, est un ardent défenseur de l'Algérie française, alors que Pierre Pflimlin, éphémère président du conseil, est un partisan des négociations avec le FLN. Le parti soutient malgré tout unanimement le retour de De Gaulle au pouvoir en 1958 et fait campagne pour le oui lors du référendum sur la Constitution de la Ve République. Quatre ministres entrent au gouvernement de De Gaulle en juin 1958. Ils sont cinq lorsque de Gaulle est élu président de la République. Mais malgré le soutien au président de Gaulle, le MRP poursuit sa perte de vitesse électorale lors des élections législatives de 1958, où il obtient pour la première fois un score inférieur à 10 % et perd un tiers de ses députés.
En 1962, en désaccord avec la politique européenne de De Gaulle, qui refuse le modèle fédéraliste, les cinq ministres démocrates-chrétiens démissionnent et le MRP entre dans l’opposition. Il rejette le projet de réforme constitutionnelle de 1962 sur l’élection du président de la République au suffrage universel direct. Mais le oui l’emporte lors du référendum convoqué par de Gaulle et le MRP obtient des résultats médiocres aux législatives de 1962. Le MRP présente un candidat à l’élection présidentielle de 1965, Jean Lecanuet, représentant d’un centre très critique avec le gaullisme. Il mène une campagne moderne, sur le modèle de celle de Kennedy en 1960, sans hésiter à recourir à la télévision comme nouvel instrument de campagne. Lecanuet obtient un score honorable, 15,6 % des voix, et parvient, avec François Mitterrand, à mettre de Gaulle en ballotage, alors que celui-ci était certain de sa réélection dès le premier tour.
Après le succès électoral du MRP en 1965, Lecanuet décide de fonder un nouveau parti, le Centre démocrate, devenu Centre des démocrates sociaux en 1976, parti fondateur de l’UDF en 1978.

## Organisation

### Dirigeants

#### Présidents
- Maurice Schumann (1944-1949)
- Georges Bidault (1949-1952)
- Pierre-Henri Teitgen (1952-1956)
- Pierre Pflimlin (1956-1959)
- André Colin (1959-1963)
- Jean Lecanuet (1963-1965)

#### Secrétaires généraux
- Robert Bichet (1944)
- André Colin (1944-1955)
- Maurice-René Simonnet (1955-1962)
- André Colin (1962-1963), intérim
- Joseph Fontanet (1963-1967)

## Résultats électoraux

### Élections législatives
| Année                   | Voix                    | Voix                    | Sièges                  | Rang                    | Gouvernement |
| Année                   | Nombre                  | %                       | Sièges                  | Rang                    | Gouvernement |
| Gouvernement provisoire | Gouvernement provisoire | Gouvernement provisoire | Gouvernement provisoire | Gouvernement provisoire | Gouvernement provisoire |
| ----------------------- | ----------------------- | ----------------------- | ----------------------- | ----------------------- | --- |
| 1945                    | 4 580 222               | 23,9                    | 150 / 586               | 2e                      | De Gaulle II et Gouin |
| juin 1946               | 5 586 213               | 28,2                    | 166 / 586               | 1er                     | Bidault I |
| Quatrième République    |                         |                         |                         |                         | |
| novembre 1946           | 4 988 609               | 25,9                    | 173 / 627               | 2e                      | Blum III, Ramadier I et II, Schuman I, Marie, Schuman II, Queuille I, Bidault II et III, Queuille II, Pleven I et Queuille III |
| 1951                    | 2 369 778               | 12,5                    | 95 / 625                | 4e                      | Pleven II, Faure I, Pinay, Mayer, Laniel I et Laniel II, Mendès France et Faure II                                             |
| 1956                    | 2 366 321               | 10,9                    | 83 / 626                | 4e                      | Opposition, Gaillard, Pflimlin et De Gaulle III                                                                                |
| Cinquième République    |                         |                         |                         |                         | |
| 1958                    | 1 858 380               | 9,1                     | 57 / 579                | 6e                      | Debré, Pompidou I et Opposition                                                                                                |
| 1962                    | 1 665 695               | 9,1                     | 36 / 482                | 4e                      | Opposition |

### Élections présidentielles
| Année | Candidat                    | Voix           | %              | Rang           |
| ----- | --------------------------- | -------------- | -------------- | -------------- |
| 1947  | Auguste Champetier de Ribes | 242            | 27,41          | 2e             |
| 1953  | Georges Bidault             | 143            | 15,58          | 4e             |
| 1958  | Aucun candidat              | Aucun candidat | Aucun candidat | Aucun candidat |
| 1965  | Jean Lecanuet               | 3 777 120      | 15,57          | 3e             |

### Sources primaires
- Les papiers du Mouvement républicain populaire sont conservés aux Archives nationales, site de Pierrefitte-sur-Seine, sous la cote 350AP : Inventaire du fonds.
- Amicale du MRP, site historique sur le MRP.
- Robert Bichet, La Démocratie chrétienne en France. Le Mouvement Républicain Populaire, Besançon, 1980, présentation en ligne.